# Pucajirca
Le Pucajirca ou Pucahirca (du quechua puka « rouge », et hirka « montagne », littéralement « montagne rouge ») est une montagne de la cordillère Blanche dans les Andes péruviennes. Elle s'élève à une altitude de 6 046 m. Le Pucajirca est situé dans la région d'Ancash, à la frontière entre la province de Pomabamba et la province de Huaylas, au nord du Rinrijirca (5 810 m).
Le Pucajirca compte trois sommets indépendants: Pucajirca Norte (6 046 m), Pucajirca Central (6 014 m) et Pucajirca Oeste (6 039 m).

## Histoire
Le sommet du Pucajirca Norte est gravi pour la première fois le 14 juillet 1955 par Nick Clinch et Andrew Kauffman II. Le Pucajirca Oeste avait auparavant été gravi par Erwin Schneider le 1er juillet 1936 dans le cadre de la deuxième expédition germano-autrichienne dans la région.